# Jolanda Aragonska
Ovo je članak o napuljskoj kraljici. Za kalabrijsku vojvotkinju, pogledajte „Jolanda Aragonska, vojvotkinja Kalabrije“.
Jolanda Aragonska (francuski Yolande; 11. kolovoza 1381. – 14. studenoga 1442.) bila je brakom vojvotkinja Anjoua i provansalska grofica, a poznata je i kao regentica u Provansi. Gospa Jolanda bila je uključena u sukob između kraljevina Francuske i Engleske, financirajući vojsku Ivane Orleanske 1429. godine. Jolanda je poznata i kao Violanta (Violant d'Aragó).
Jolanda je rođena u Zaragozi, Aragonija 1381., a bila je dijete kralja Ivana I. Aragonskog i njegove druge supruge, Jolande de Bar.

## Brak
Marija od Bloisa dogovorila je brak između Jolande i svog sina Luja, koji je postao Ludovik II., kralj Napulja. Nakon smrti Jolandinoga oca, Marija je uspjela uvjeriti Jolandina strica Martina da vjenča Jolandu za Ludovika. Ludovik II. i Jolanda vjenčali su se 2. prosinca 1400. godine te je brak bio „uspješan“.

## Djeca
Jolandina i Ludovikova djeca:
- Luj III., vojvoda Anjoua

Posvojila ga je kraljica Ivana II. Napuljska.
- Marija Anžuvinska, francuska kraljica

Bila je supruga kralja Karla VII. Francuskog te majka kralja Luja XI. Francuskog.
- Renato Anžuvinac

Renato je bio napuljski kralj, a oženio se Izabelom, lorenskom vojvotkinjom.
- Jolanda Anžuvinska
- Karlo IV., grof Mainea